# Sidéradougou (departamento)
Sidéradougou é um departamento ou comuna da província de Comoé no Burkina Faso. A sua capital é a cidade de Sidéradougou.
Em 1 de julho de 2018 tinha uma população estimada em 133593 habitantes.